# Ichimai no hagaki
Ichimai no hagaki é um filme de drama japonês de 2010 dirigido e escrito por Kaneto Shindo. Foi selecionado como representante do Japão à edição do Oscar 2011, organizada pela Academia de Artes e Ciências Cinematográficas.

## Elenco
- Etsushi Toyokawa - Keita Matsuyama
- Shinobu Otake - Tomoko Morikawa
- Naomasa Musaka - Morikawa
- Akira Emoto - Yukichi Morikawa
- Ren Ohsugi - Kichigoro